# Легино
Легино — Посёлок в составе города Березники Пермского края России.

## Топоним
Посёлок имеет второе название — Яйвинский рейд. 

## География
Посёлок расположен на расстоянии приблизительно 10 км на юг-юго-запад от основной части города на правом берегу Яйвы в её низовьях. На юго-восток от микрорайона находится садоводческое товарищество № 99.

### Уличная сеть
Основной магистралью посёлка является улица Яйвинская. Параллельно ей проходят Легинская, Рейдовая и Новая улицы.  Перпендикулярно к Яйвинской улице проходят Набережная улица и переулки Сплавной, Орлинский и Берёзовый.

## История
Возник после 1952 года как часть Яйвинского сплавного участка, а в 1956 году вошёл в Березники. В 1970 году в посёлке насчитывалось 549 жителей, имелась средняя школа и клуб. В 1995 году сплавной участок был закрыт. В советское время в посёлке действовал также Березниковский лесхоз.

## Транспортное сообщение
В Посёлок ходит городской автобус маршрута 16.